# 黑色一月大屠殺
黑色一月大屠殺，也被称为黑色星期六或一月大屠杀，是1990年1月19-20日苏联解体前实施紧急状态期间在苏联境内阿塞拜疆地区巴库的一场大屠杀。
苏联共产党中央委员会总书记戈尔巴乔夫和苏联国防部部长亚佐夫宣称使用军事手段停止对亚美尼亚人的暴力，阻止阿塞拜疆独立运动奪取阿塞拜疆政權必要的。根据官方估计，一共有133到137名阿塞拜疆平民死亡，800人受伤，5人失踪。但是，非官方机构计算出的的数字把遇难者的人数定为300人。
1990年1月22日，阿塞拜疆苏维埃社会主义共和国最高苏维埃宣布，苏联最高苏维埃主席团在1月19日的决议，即在巴库的紧急行动和军事部署，构成侵略行为。黑色一月大屠杀被视为阿塞拜疆历史发展的转折点。

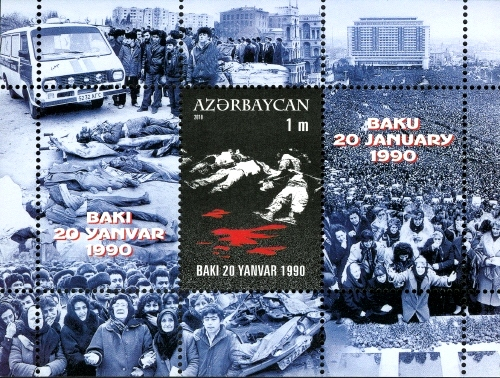
紀念郵票

## 事件過程
在1989年12月，居住在靠近伊朗的阿塞拜疆人拆除了邊界的圍攔，訴求與伊朗境內的阿塞拜疆人建立更緊密的聯繫。贾利拉巴德當地政府向暴動人群屈服，將權利移交給阿塞拜疆人民陣線。由此，兩週後，在非暴力的情況下連科蘭的權利也被阿塞拜疆人民陣線接管了。
在1990年1月9號，亞美尼亞最高苏维埃投票決定將納戈爾諾-卡拉巴赫地區納入其預算負責範圍，並且允許納戈爾諾-卡拉巴赫地區的居民在亞美尼亞選舉中投票。這個行為沒有經過蘇聯的許可，也侵害了阿塞拜疆苏维埃社会主义共和国最高苏维埃的統治。這個舉動演變成全國性的騷動。隨後這引發了亞美尼亞境內要求阿塞拜疆共產黨官員移交權利，並且訴求獨立的遊行。在同一時刻，特別是阿塞拜疆的首都巴庫，阿塞拜疆人民陣線舉行了大規模的反亞美尼亞人遊行，根據人權觀察的報告，當中言論是：「非常反亞美尼亞人的」。 在一月12日，阿塞拜疆人民陣線在巴庫組織了包括工廠和官員分部的國防委員會，希望動員阿塞拜疆人來攻擊當地亞美尼亞人。
阿塞拜疆當局因為國內的分歧和不滿，無力恢復秩序。阿塞拜疆當局命令一萬兩千多人的內務部隊不要捲入在巴庫的騷亂，數個駐紮在巴庫的蘇聯軍隊和里海区舰队的海軍部隊，也沒有去阻止騷亂，表示沒有來自莫斯科的命令。